# Juri Petrowitsch Artjuchin
Juri Petrowitsch Artjuchin (russisch Юрий Петрович Артюхин; * 22. Juni 1930  (andere Quelle: 22. Juli) in Perschutino, Oblast Moskau; † 4. August 1998 in Swjosdny Gorodok, Oblast Moskau) war ein sowjetischer Kosmonaut.

## Leben

### Luftstreitkräfte
Nach dem Abschluss der Mittelschule trat Artjuchin 1948 in eine Fliegerschule ein. Danach diente er als Techniker bei den Luftstreitkräften der UdSSR. Artjuchin wurde an die militärische Ingenieurs-Akademie Schukowski delegiert, die er im März 1958 erfolgreich abschließen konnte. Nach dem Studium blieb er an der Akademie und arbeitete in einem Forschungslabor. Unter anderem bediente er dabei den sowjetischen Großrechner Minsk 2.

### Auswahl als Kosmonaut
Im Laufe des Jahres 1962 durchlief Artjuchin den Auswahlprozess für Kosmonauten und wurde am 8. Januar 1963 in die Kosmonautengruppe aufgenommen. Dies war die zweite Gruppe mit Kandidaten aus den Luftstreitkräften, und die erste, bei denen nicht nur Piloten zugelassen waren.
Die Grundausbildung schloss Artjuchin mit dem Examen am 21. Januar 1965 ab. Von März 1965 bis Januar 1966 trainierte er für den geplanten Langzeitflug Woschod 3. Dieser Flug wurde immer wieder verschoben, aber nie offiziell abgesagt.
Ab Sommer 1965 war Artjuchin auch als Bordingenieur für einen frühen Sojus-Flug im Gespräch. Die Gruppeneinteilung war jedoch einem ständigen Wechsel unterzogen. Zeitweise arbeitete er im Mondprogramm der UdSSR, das 1969 abgebrochen wurde.
Den Gruppenflug von Sojus 6, Sojus 7 und Sojus 8 im Oktober 1969 begleitete Artjuchin auf dem Schiff Kosmonaut Wladimir Komarow, das speziell für die Kommunikation mit den Raumschiffen ausgerüstet war. Dies wiederholte sich für den Langzeitflug von Sojus 9 im Juni 1970.
Ab Januar 1970 trainierte er für Kopplungsflüge der Sojus-Raumschiffe im Orbit. Er wurde Kommandant Pjotr Klimuk zugeteilt. Unterbrochen wurde diese Ausbildung durch einen Einsatz auf dem Kommunikationsschiff Akademik Sergei Koroljow für die Flüge von Sojus 10 im April 1971 und Sojus 11 im Juni 1971 zur DOS-Raumstation Saljut 1. Noch während des Flugs von Sojus 11 wurden Klimuk und Artjuchin für einen Einsatz auf der zweiten DOS-Raumstation nominiert. Diese Pläne wurden jedoch auf Eis gelegt, nachdem die Mannschaft von Sojus 11 bei der Landung ums Leben gekommen war.

### Almaz
Ab November 1971 trainierte Artjuchin für einen Einsatz an Bord der militärischen Raumstation Almaz. Sein Kommandant war zuerst Anatoli Fjodorow, später Pawel Popowitsch. Die Station wurde unter der Bezeichnung Saljut 2 am 3. April 1973 gestartet, aber die Bodenstation verlor schon nach kurzer Zeit die Kontrolle, so dass sie nicht bemannt werden konnte.

### Flug zu Saljut 3
Die nächste Almaz-Station wurde am 24. Juni 1974 unter der Bezeichnung Saljut 3 gestartet, dieses Mal erfolgreich. Am 3. Juli 1974 starteten Popowitsch und Artjuchin im Raumschiff Sojus 14 und koppelten am Folgetag an die Raumstation an. In den folgenden zwei Wochen führten die Kosmonauten Erdbeobachtungen durch, um deren militärischen Wert zu ermitteln. Außerdem wurden verschiedene medizinische Experimente durchgeführt. Die Landung erfolgte am 19. Juli. Dies war die erste erfolgreiche Raumstations-Mission der Sowjetunion. Zu dieser Zeit hatte die NASA gerade den dritten und letzten Flug zur Raumstation Skylab erfolgreich abgeschlossen.

### Saljut 5
Ab Dezember 1974 arbeitete Artjuchin als Ausbilder für Kosmonauten im Almaz-Programm. In dieser Zeit starteten drei Missionen zur Almaz-Station Saljut 5: Sojus 21, Sojus 23 und Sojus 24. Mit der Landung von Sojus 24 im Februar 1977 kam dieses Programm zu einem vorläufigen Ende.

### TKS
Ab 1977 wurde Artjuchin als Besatzung für das TKS-Raumschiff ausgebildet. Es war wesentlich größer als das Sojus-Raumschiff und sollte für Mannschafts- und Materialtransporte zu Raumstationen genutzt werden. Artjuchin wurde zusammen mit Waleri Romanow dem Kommando von Wladimir Koselski unterstellt. Ein Flug zu einer weiteren Almaz-Station hätte 1981 stattfinden können, aber das Almaz-Programm wurde abgesagt. Stattdessen waren Flüge zu den DOS-Raumstationen Saljut 6 und Saljut 7 geplant. Artjuchin befand sich dazu in der Mannschaft von Anatoli Beresowoi, zusammen mit Flugingenieur Dmitri Jujukow. Im Dezember 1981 wurden auch diese Pläne gestrichen. Die TKS-Gruppe wurde aufgelöst.

### Nach der Kosmonauten-Laufbahn
Artjuchin trat am 26. Januar 1982 aus dem Kosmonautenkorps aus und arbeitete bis Dezember 1987 in leitender Funktion im Juri-Gagarin-Kosmonautentrainingszentrum. Im März 1988 schied Artjuchin im Rang eines Obersten aus den Luftstreitkräften aus. Er wechselte zum Entwicklungsbüro NPO Molnija und war dort für die Simulationssoftware im Buran-Programm verantwortlich. Im Mai 1992 setzte er sich zur Ruhe. Er starb im August 1998 nach langer Krankheit und wurde mit militärischen Ehren beigesetzt.

## Privates
Artjuchin war verheiratet und hatte zwei Kinder.

## Sonstiges
- Artjuchin wurde am 20. Juli 1974 zum Held der Sowjetunion ernannt und erhielt außerdem den Leninorden
- Von 1975 bis 1992 war er Präsident des russischen Skiverbands
- Er war Autor eines Buchs über stabilisierte Rotation von Raumflugkörpern